# Балбан Ізз ад-Дін
Балбан Ізз ад-Дін (*д/н — 1207) — останній шахармен Держави Шах-Арменідів з 1206 до 1207 року.

## Життєпис
Про походження нічого невідомо. Був гулямом, тобто рабом-військовиком. У 1206 році організував заколот проти шахармена Мухаммада, якого було переможено й повалено. Балбан став новим володарем держави Шах-Арменідів. Цим вирішив скористатися Надж аль-Даула Аюбід, емір Мардіна та Сильвана, який вдерся до держави Балбана. Втім, останній завдяки значному викупу та визнання зверхності Аюбідів зумів відвернути загрозу.
Після цього уклав союз з Тогрул-шахом, еміром Ерзурума (сином румського султана Килич-Арслана II). Разом з ним Балбан завдав поразки Надж аль-Даулі, завдяки чому здобув значну здобич та позбавився залежності. Але невдовзі вступив у конфлікт зі своїм союзником за розподіл здобичі. В результаті за наказом Тогрул-шаха Балбана було вбито. Але спроби еміра Ерзурума захопити державу Шах-Арменідів виявилися невдалими — знать запросила на трон наджм аль-Даулу, який приєднав ці володіння до Мардіна й Сильвана. За цим держава Шах-Арменідів припинила існування.